# Épisodes de Cybergirl
Cet article présente le guide de la série télévisée australienne Cybergirl.

## Épisode 1Prototype 6000
- Australie : 31 juillet 2001

- Cameron Wait (Nikki Driver)
- Alton Harvey (Service Station Attendant)

## Épisode 2:Les Réplicants
- Australie : 7 août 2001

- Fiesta Tropicale (Steel Band)
- David Brien (Juggler)
- Steve Gration (Fire Eater)
- Dave Lord (Magicien)
- Robbie Parkin (Ernie

## Épisode 3:La Transformation
- Australie : 14 août 2001

- Damien Rafferty (Citizen #1)
- Leo Wockner (Flanagan)
- Timothy Amos (Mick)

## Épisode 4:Premier jour à l'école
- Australie : 21 août 2001

- Michelle Atkinson (Anthea)
- John Dommett (Mr Southerly)
- Mark Hill (Brad)
- Dale Heather Murison (Ms Sutton)
- Ricki Kneen (Small Boy)

## Épisode 5:Transparence
- Australie : 28 août 2001

- Grahan Furness (Security Guard)
- Bill Watson (Bill Dawson)
- Larissa Chen (Vanessa)